# فروشگاه جانگ-سو (فیلم)
فروشگاه جانگ-سو (انگلیسی: Jang-soo's Store) (کره‌ای: 장수상회; لاتین‌نویسی اصلاح‌شده: Jang-su sanghoe) با عنوان اصلی (Salut d'Amour)، فیلم عاشقانه کمدی-درام محصول کره جنوبی به کارگردانی کانگ جی گیو است که در این فیلم پارک گون-هیونگ و یون یو-جونگ، نقش‌های اصلی را بازی کرده‌اند.

## داستان فیلم
سونگ چیل، مردی بدخلق و ۷۰ ساله است که به تنهایی زندگی می‌کند و به صورت نیمه وقت در سوپرمارکت محل کار می‌کند. جانگ-سو، مالک سوپرمارکت و رئیس پروژهٔ نوسازی شهری، تلاش‌های بی ثمری را برای گرفتن موافقت و امضاء سانگ-چیل انجام داده‌است (توافق سانگ-چیل آخرین مانع است و تنها دلیل تأخیر انجام پروژه می‌باشد)، ولی سانگ-چیل سرسختانه، هرگونه تغییر در نحوهٔ زندگیش را رد می‌کند. مدتی بعد با همسایه جدیدش، گیوم-نیم، خانمی مسن که فردی سرزنده و صمیمی است و فروشگاه گل فروشی در آن نزدیکی را مدیریت می‌کند، آشنا می‌شود. سانگ-چیل، برخلاف سن بالای خود، در ایجاد رابطه عاشقانه ناپخته و بی عرضه است، به نحوی که تمام افراد شهرک به او دلگرمی داده و به او کمک می‌کنند تا با او دوست شود. ولی مین-جونگ، دختر گیوم-نیم، با رابطهٔ بین این دو نفر، موافق نیست.